# Ebbro di donne e di pittura
Ebbro di donne e di pittura è un film del 2002 diretto da Im Kwon-taek e basato sulla vita del pittore coreano Jang Seung-eop.

## Trama
Un vagabondo con un talento per il disegno, ha una dote preziosa: un talento nell'imitare l'arte degli altri. Nonostante ciò,  viene spinto a sviluppare uno stile proprio. Questo processo si rivela però doloroso e spesso ha delle conseguenze sulla vita dell'uomo, spingendolo ad ubriacarsi e a comportarsi in maniera ostile verso coloro che si preoccupano di lui e cercano di aiutarlo.

## Distribuzione
È stato presentato in concorso al 55º Festival di Cannes e ha ricevuto il premio per la regia.

## Riconoscimenti
- 2002 - Blue Dragon Awards
  - Miglior Film (Im Kwon-taek)
- 2002 - Camerimage
  - Candidato alla Rana d'oro (Il-sung Jung)
- 2002 - Festival di Cannes
  - Premio per la regia
- 2003 - Premio César
  - Miglior Film Straniero